# Paget Brewster

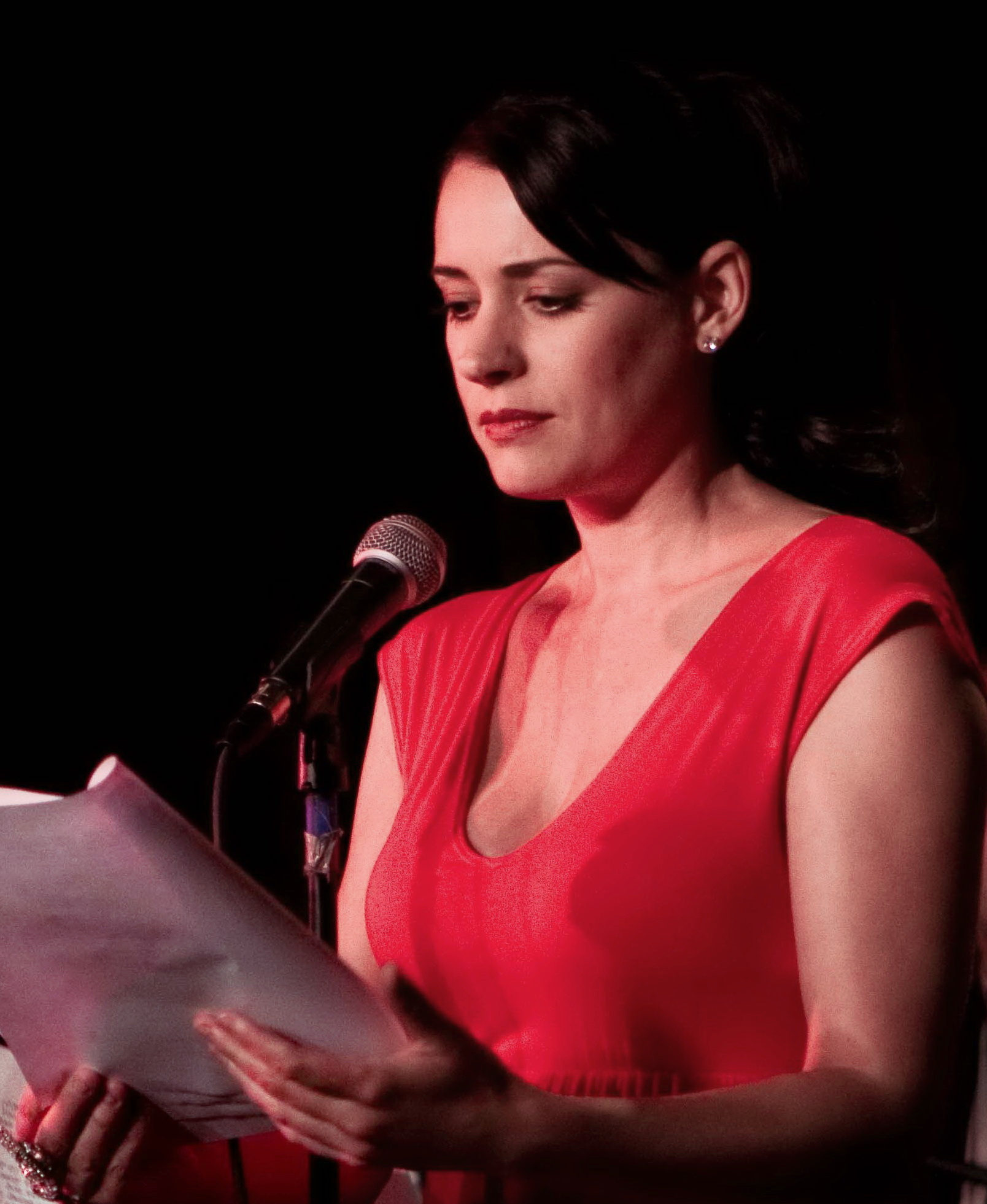
Paget Brewster (2009)

Paget Valerie Brewster (* 10. März 1969 in Concord, Massachusetts) ist eine US-amerikanische Schauspielerin, die hauptsächlich durch ihre Rolle als Emily Prentiss in der CBS-Krimiserie Criminal Minds bekannt geworden ist.

## Leben
Dem großen Publikum wurde Brewster durch ihre Rolle in der Fernsehserie Friends vorgestellt, in der sie für sechs Folgen der vierten Staffel Joey's Freundin Kathy spielte. Ebenso spielte sie die Rolle der Jessica Green in der kurzlebigen Comedyserie Die Welt und Andy Richter. In dem Independent-Film The Big Bad Swim spielt sie die Mathematiklehrerin Amy Pierson. Brewster hatte kurzzeitig eine eigene Talkshow und war Barkeeperin im späteren Andy Boy's Drunk Tank in San Francisco.
Brewster begann 2005 damit, dem animierten Charakter Birdgirl in der Serie Harvey Birdman, Attorney at Law ihre Stimme zu leihen. Anfang 2006 ließ sie verlauten, dass sie ein Angebot von Hugh Hefner erhalten habe, im Playboy zu posieren. Sie hatte ernsthaft in Erwägung gezogen, dieses Angebot anzunehmen. Auch ihre Eltern hätten ihr, mit der Begründung, sie würden den Playboy Magazinen wie Maxim und FHM vorziehen, ihren Segen gegeben, doch Brewster lehnte trotzdem ab, damit keine Gefahr für ihre Karriere bestehe. Zu dieser Zeit fotografierte sie auch Models für die Website SuicideGirls. Ebenfalls 2006 wurde sie für die Hauptrolle der Emily Prentiss in der Krimiserie Criminal Minds gecastet. Nach sechs Jahren in dieser Rolle gab Brewster im Februar 2012 ihren Ausstieg aus der Serie nach der siebten Staffel bekannt.
Brewster ist eine regelmäßige Akteurin der Thrilling Adventure Hour, einer Bühnenshow im Stil alter Radiosendungen, welche monatlich im Coronet Theatre in Los Angeles aufgezeichnet wird. Sie spielt dort in den Beyond Belief-Stücken die wiederkehrende Rolle der Sadie Doyle, einer trunksüchtigen New Yorker Prominenten, welche zusammen mit ihrem Ehemann Frank Doyle mit dem Übernatürlichen kommuniziert.
Des Weiteren trat sie in mehreren Folgen von Drunk History auf, einer US-Fernsehserie, die von Derek Waters und Jeremy Konner produziert wird, in der Schauspieler angetrunken Geschichten aus der amerikanischen Geschichte nacherzählen und -spielen.
2013 trat Brewster als Trish in Episode 20 von Modern Family auf. Sie spielt dort eine Kunstexpertin, welche Glorias Exmann Javier datet. Im gleichen Jahr war sie in Episode 105 von Drunk History auf Comedy Central zu sehen. Im Januar 2014 absolvierte Brewster einen Cameo-Auftritt in einer Folge der 5. Staffel von Community. In der sechsten Staffel gehörte sie in einer anderen Rolle zur Nebenbesetzung der Serie.
Zwischen 2015 und 2016 verkörperte sie eine Hauptrolle in der Serie Grandfathered. Nach der Absetzung der Serie sollte sie zuerst 2016 nur für mehrere Gastauftritte zu Criminal Minds zurückkehren, nach dem Ausscheiden von Thomas Gibson schloss sie sich allerdings dem Hauptcast wieder an.
Von 2018 bis 2021 sprach Brewster in der Zeichentrickserie DuckTales die Rolle der Della Duck.

## Filmografie (Auswahl)
- 1997–1998: Friends (Fernsehserie, 6 Episoden)
- 1998: Let’s Talk About Sex
- 1998: Max Q (Fernsehfilm)
- 1999: Desperate But Not Serious
- 1999: Love & Money (Fernsehserie, 13 Episoden)
- 2000: Die einzig wahre Liebe (One True Love, Fernsehfilm)
- 2000: Desperate But Not Serious
- 2000: Star Patrol (Fernsehfilm)
- 2000: The Specials
- 2000–2001: Der Club der nicht ganz Dichten (The Trouble with Normal, Fernsehserie, 13 Episoden)
- 2001: DAG (Fernsehserie, Episode 1x10)
- 2001: Skippy
- 2001: Raising Dad – Wer erzieht wen? (Raising Dad, Fernsehserie, Episode 1x02)
- 2002–2004: Andy Richter und die Welt (Andy Richter Controls the Universe, Fernsehserie, 19 Episoden)
- 2004: Nach dem Tod ist vor dem Erbe (Eulogy)
- 2004–2006: Huff – Reif für die Couch (Huff, Fernsehserie, 25 Episoden)
- 2005: Two and a Half Men (Fernsehserie, Episode 2x12)
- 2005: Der Herr des Hauses (Man of the House)
- 2005: RobotBoy – der junge Roboter (Fernsehserie, Episoden 30–50)
- 2005–2006: Pamela Anderson in: Stacked (Stacked, Fernsehserie, 3 Episoden)
- 2005–2009, 2011–2013, 2017–2021, 2023: American Dad (Fernsehserie, 29 Episoden)
- 2006: Drawn Together (Fernsehserie, eine Episode als die Stimme von Captain Girl)
- 2006: Ein vollkommener Tag (A Perfect Day)
- 2006: Oh je, du Fröhliche (Unaccompanied Minors)
- 2006: The Big Bad Swim
- 2006–2007: Harvey Birdman, Attorney at Law (Fernsehserie, 9 Episoden)
- 2006–2012, 2014, 2016–2020, seit 2022: Criminal Minds (Fernsehserie, 204 Episoden)
- 2007: Sublime
- 2007, 2012: Law & Order: Special Victims Unit (Fernsehserie, 3 Episoden)
- 2008: Tödliche Verschwörung (Lost Behind Bars)
- 2012: Batman: The Dark Knight Returns, Part 1 (Stimme)
- 2013: Modern Family (Fernsehserie, Episode 4x20)
- 2014–2015: Community (Fernsehserie, 14 Episoden)
- 2014, 2019: Drunk History (Fernsehserie, 2 Episoden)
- 2015: Justice League: Gods & Monsters (Stimme)
- 2015: Welcome to Happiness
- 2015: Uncle Nick – Ein schreckliches Weihnachtsfest (Uncle Nick)
- 2015–2016: Grandfathered (Fernsehserie, 22 Episoden)
- 2015–2018: Another Period (Fernsehserie, 22 Episoden)
- 2016, 2021–2022: Family Guy (Fernsehserie, 3 Episoden, Stimme)
- 2017: Batman und Harley Quinn (Batman and Harley Quinn, Stimme von Poison Ivy)
- 2017: Axis (Stimme)
- 2018: The Witch Files
- 2018–2021: DuckTales (Fernsehserie, 24 Episoden, Stimme)
- 2019: Mom (Fernsehserie, 3 Episoden)
- 2019–2020: BoJack Horseman (Fernsehserie, 4 Episoden, Stimme)
- 2020: Hollywood (Fernsehserie, 2 Episoden)
- 2021: Birdgirl (Fernsehserie, 6 Episoden, Stimme)
- 2022: Hypochondriac
- 2022–2023: How I Met Your Father (Fernsehserie)
- 2023: Praise Petey (Fernsehserie, Stimme)
- 2023: The Great North (Fernsehserie, Stimme)